# Gaurax perreirai
Gaurax perreirai är en tvåvingeart som beskrevs av Kanmiya 1993. Gaurax perreirai ingår i släktet Gaurax och familjen fritflugor. Inga underarter finns listade i Catalogue of Life.